# Charli XCX
Charlotte Emma Aitchison (født 2. august 1992), kendt professionelt som Charli XCX, er en engelsk sanger og sangskriver. Født i Cambridge og opvokset i Start Hill, Essex, hvor hun begyndte at poste sange på Myspace i 2008, hvilket førte til hendes opdagelse af en promotor, der inviterede hende til at optræde på raves. I 2010 fik hun en pladekontrakt med Asylum Records.

## Diskografi
- True Romance (2013)
- Sucker (2014)
- Charli (2019)
- How I'm Feeling Now (2020)
- Crash (2022)
- Brat (2024)